# Maria Teresa Luisa di Savoia-Carignano
Maria Teresa Luisa di Savoia (Torino, 8 settembre 1749 – Parigi, 3 settembre 1792), nota soprattutto con il titolo di Principessa di Lamballe, fu membro del ramo cadetto di Casa Savoia ed è conosciuta soprattutto in virtù dell'amicizia intima senza interessi personali con la regina di Francia Maria Antonietta. Non seppe mai opporsi ai capricci di lei né da delfina né quando divenne regina, e a essa restò sempre fedele, anche nella sventura, per la causa assolutista reale.

## Biografia

### Infanzia e gioventù
Maria Teresa Luisa era la quarta figlia di Luigi Vittorio di Savoia-Carignano e di Cristina Enrichetta d'Assia-Rotenburg e nipote di Ernesto Leopoldo d'Assia-Rotenburg. La principessa crebbe a Torino in un ambiente tranquillo e lontano dagli sfarzi di corte. Fin dall'infanzia fu d'indole quieta e questo carattere spinse il duca di Penthièvre a sceglierla come sposa per suo figlio Luigi Alessandro di Borbone (1747-1768), principe di Lamballe, noto per la sua vita smodata, e amante delle belle donne di qualsiasi categoria sociale.

### La vita a Versailles

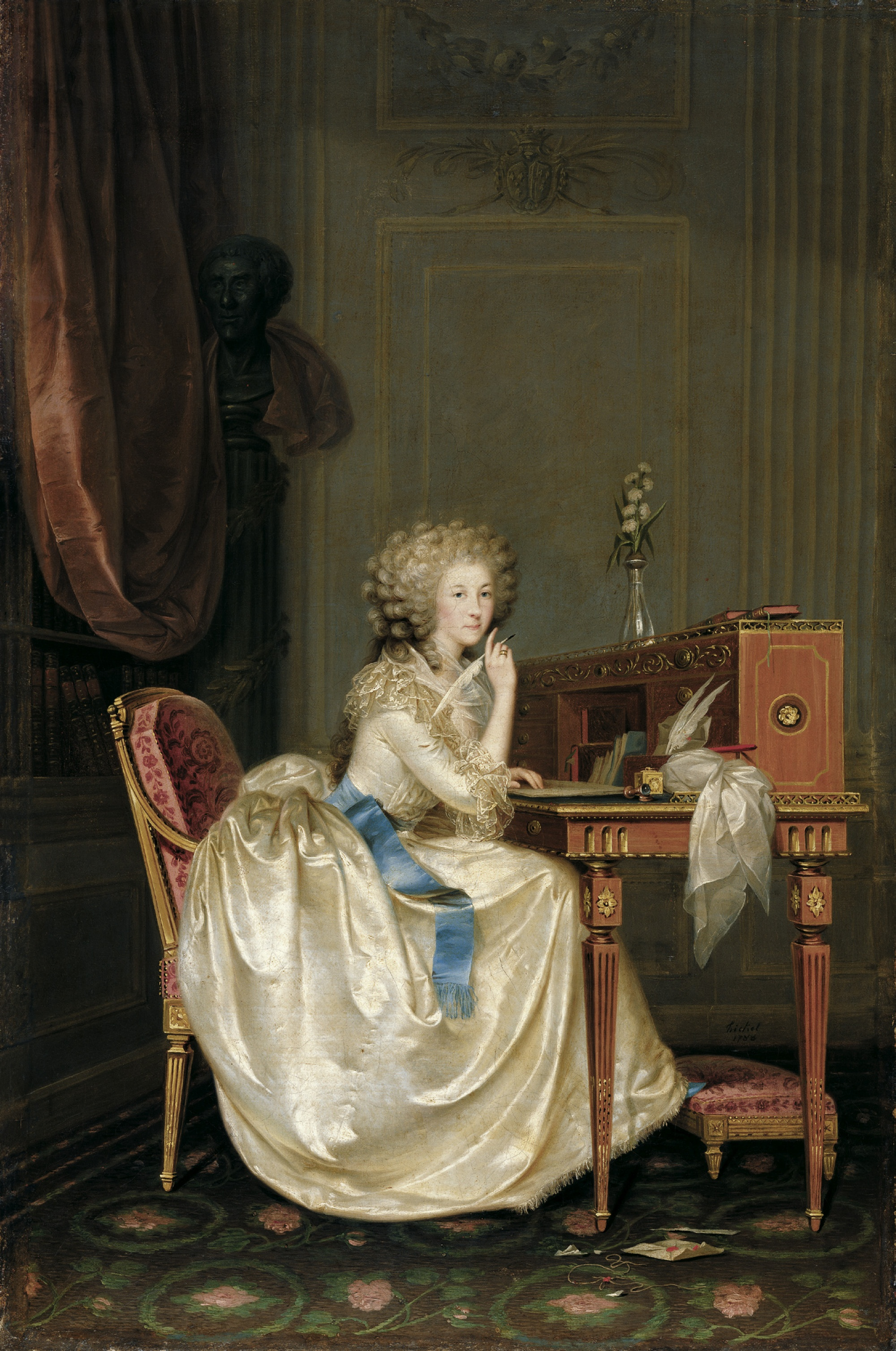
Ritratto della principessa di Lamballe, di Anton Hickel, 1788

Il 17 gennaio 1767 Maria Teresa Luisa sposò quindi il principe di Lamballe, nipote del conte di Tolosa, a sua volta figlio di Luigi XIV e di Madame de Montespan, uno dei principi più ricchi d'Europa. Ma la vita coniugale non le portò la felicità, perché ben presto il principe ricadde nel vizio e trascurò la giovane sposa, che trovò rifugio presso il suocero. È in questo periodo che incominciò a soffrire di depressione e malinconia.
Il 6 maggio 1768 il marito morì dopo aver contratto una malattia venerea. La principessa si ritrovò così vedova a soli diciannove anni di età. Continuò quindi a vivere a casa del suocero e con lui si dedicò a numerose opere pie e caritatevoli. Non volendo risposarsi, per non perdere i diritti come principessa del sangue, ebbe due relazioni segrete importanti. La prima fu con il maestro di musica che lavorava presso di lei e presso il suocero nelle varie residenze M. de Florian, con il quale ebbe un legame molto forte; in seguito, come riportano le memorie del dottore Seuffert, ebbe una relazione con l'amico/amante del suo seguito, il marchese M. de Vaupaliere, il quale le fece anche una proposta di matrimonio che rifiutò e fu citato da lei stessa nel suo testamento del 1792.  
Nel 1770 il Delfino di Francia, il futuro re Luigi XVI, sposò l'arciduchessa d'Austria Maria Antonietta. In questa occasione la principessa di Lamballe fu presentata come principessa del sangue alla futura regina, alla quale fece una favorevole impressione per i suoi modi garbati e distinti. A partire dal 1771, la principessa iniziò a frequentare sempre più spesso la corte e divenne amica intima di Maria Antonietta.
Nel 1775 Maria Antonietta conferì alla sua amica prediletta la prestigiosa e ben remunerata carica di Sovrintendente della Casa della Regina, che poneva la principessa al di sopra di tutte le dame del seguito della regina e comportava anche il compito non facile di organizzare i divertimenti della regina. Ben presto però Maria Antonietta si rese conto che la principessa di Lamballe non aveva il carattere per simili incombenze e forse era troppo legata anche all'etichetta di corte che lei stessa detestava e si rivolse, come nuova dama di compagnia, a Madame de Polignac.
Se la regina non abbandonò la principessa, era comunque chiaro che Madame de Polignac aveva ormai preso il suo posto come "favorita" della sovrana. La principessa di Lamballe si trasferì dapprima a Plombières, quindi compì un viaggio nei Paesi Bassi e successivamente si recò con il suocero a Rennes per l'apertura degli Stati generali di Bretagna. Riprese inoltre le sue attività caritatevoli e il 12 febbraio 1777 aderì alla massoneria nella loggia di adozione La Candeur, della quale il 18 gennaio 1780 divenne Maestra venerabile. Fu Gran Maestra del Rito Scozzese di Perfezione, in dieci gradi. Va specificato che si trattava non della massoneria deista e rivoluzionaria, ma di quella allora molto in voga tra l'aristocrazia europea: vi erano iscritti anche il re Luigi XVI, il conte di Provenza e il conte d'Artois.
Nel 1789 scoppiò la rivoluzione e la regina cominciò a rendersi conto degli errori commessi dalla monarchia. Si riavvicinò quindi alla principessa di Lamballe. Ma dopo la presa della Bastiglia anche la principessa fuggì all'estero nel giugno del 1791 quando i reali cercarono invano di fuggire da Parigi. Reazionaria, benché materialmente lontana, ella non smise mai di preoccuparsi della sovrana e, a dispetto della propria fragile costituzione sia fisica sia psicologica, fece innumerevoli vani tentativi di salvare la regina, cercando appoggi all'estero, viaggiando per l'Europa, pur di salvare l'ideale nel quale credeva ciecamente: la monarchia assoluta francese. Inoltre, dopo averne compreso i progetti rivoluzionari, abbandonò la loggia massonica.

### La rivoluzione
Il 5/6 ottobre 1789 la famiglia reale venne condotta a Parigi e la principessa entrò a far parte della corte nella nuova residenza delle Tuileries, non fissa perché amava di più alloggiare nella sua residenza preferita a Passy . Nel 1791 la regina informò la principessa di Lamballe dell'intenzione di fuggire e di lasciare la Francia. Il 20 giugno la famiglia reale in fuga venne catturata a Varennes. La principessa di Lamballe tentò di raggiungere la regina da Passy ma, giunta a Aumale e saputo dell'arresto della regina e di tutta la famiglia reale, s'imbarcò il 24 giugno a Boulogne per l'Inghilterra con il proposito d'interessare Giorgio III e il governo britannico alla sorte di Luigi XVI e di Maria Antonietta, ormai prigionieri della rivoluzione. Non avendo trovato che indifferenza, si recò a Ostenda e di là a Bruxelles e poi a Liegi. Nella prima metà di luglio giunse a Aquisgrana, dove si fermò alcuni mesi, poi si recò a Spa, cercando dovunque appoggi a favore della famiglia dei Borbone.
La stampa rivoluzionaria mise presto in relazione una denuncia lanciata contro di lei dal comitato dell'Assemblea nazionale legislativa: la si rimproverava di aver coordinato o incoraggiato le attività del «Comitato austriaco» e di essere finanziata con i fondi della Lista civile. Questo «Comitato austriaco» aveva permesso di influire nelle delibere dei comitati rivoluzionari, di riconciliare al re certi scrittori e di far ritardare il voto sul decreto di decadenza. Ciò che si chiamava ancora «conciliaboli della Corte» fu confermato da numerose carte originali scoperte nell'armoire de fer.
Queste carte chiamavano in causa persone che avevano effettivamente ricevuto denaro dalla Corte e che si sentirono all'improvviso minacciate da testimoni, quali l'Intendente della Lista civile Arnaud de La Porte o dalla principessa di Lamballe..
In questo periodo continuava una fitta corrispondenza tra le due amiche lontane, nella quale Maria Antonietta supplicava la sua amica di non tornare a Parigi. Ma quest'ultima, preoccupata per la sorte della regina, fece testamento, rientrò in patria nella primavera del 1792 e tornò al seguito della regina alle Tuileries  alloggiando nel padiglione di Flora .

### La tragica morte

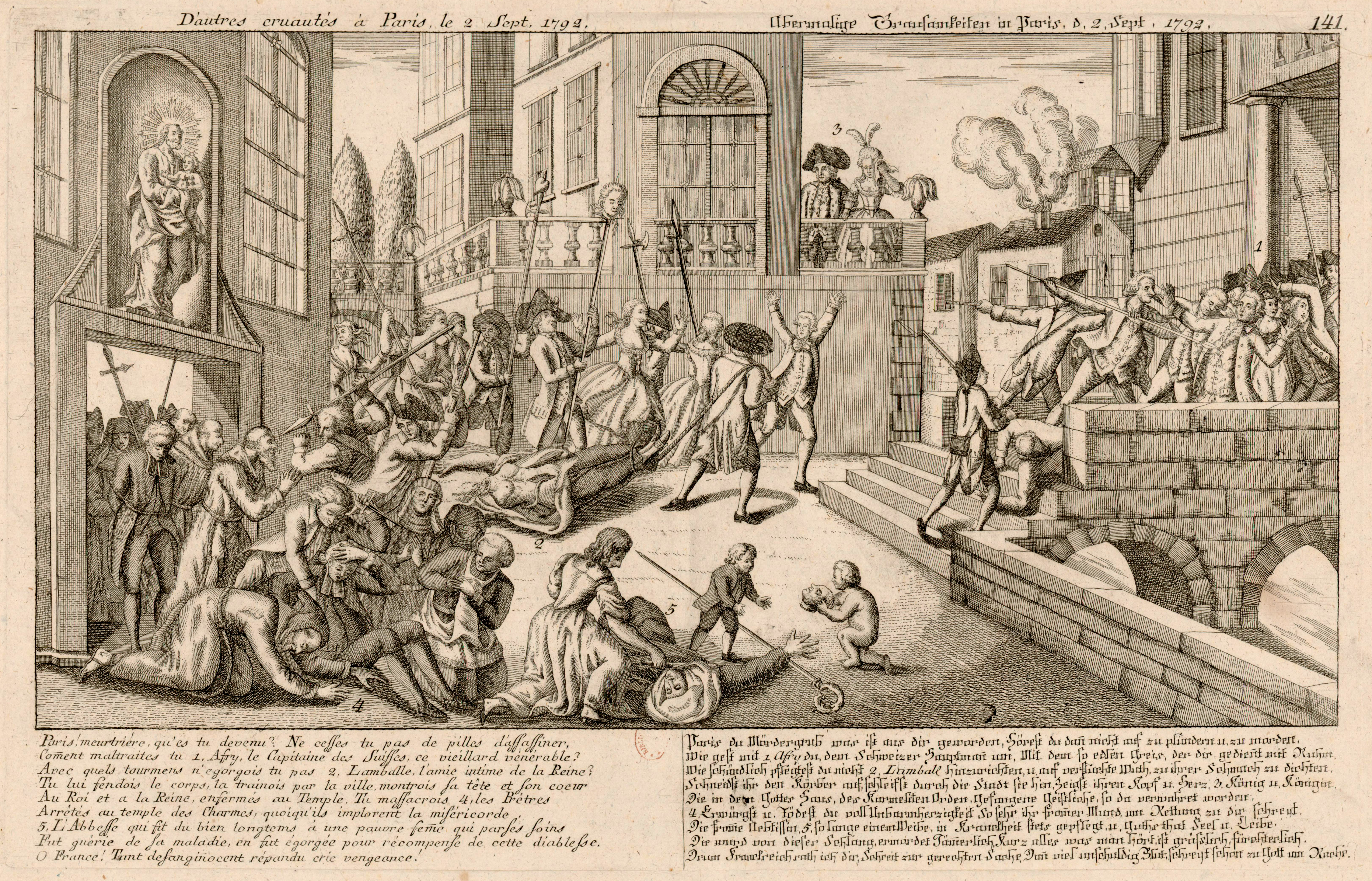
La morte della principessa de Lamballe in una stampa d'epoca

Il 10 agosto 1792 la folla inferocita invase il palazzo e la principessa, insieme alla famiglia reale, si rifugiò presso l'Assemblea nazionale legislativa, dove venne proclamata la decadenza dei reali e venne decisa la loro prigionia presso la Torre del Tempio, il 13 agosto dello stesso anno. La principessa era ancora nel seguito dei reali, ma il 19 agosto a mezzanotte tutti coloro che non erano membri della famiglia reale vennero condotti in altre carceri. Madame de Tourzel, sua figlia Pauline de Tourzel e la principessa furono condotte alla Petite Force insieme con altre dame del seguito. Maria Antonietta e la principessa di Lamballe dovettero quindi dirsi addio.
Nei primi giorni del settembre 1792 a Parigi e in altre città francesi ebbero luogo i "massacri di settembre" che segnarono l'inizio del Regime del Terrore. La folla travolse le difese di diverse prigioni nelle quali erano detenuti gli aristocratici. Secondo i racconti, i carnefici si accanirono particolarmente sulla principessa di Lamballe, principalmente a causa della sua intimità con la regina. La principessa fu trascinata all'aperto nel cortile della prigione, che sorgeva tra Rue de la Ballet e Rue de Sicile e, in un sommario processo, giurò per l'uguaglianza e la libertà del popolo, ma non l'odio contro la monarchia, dichiarando: «Non è nel mio cuore».
Fu sottoposta a torture prima di venire decapitata con un coltello e squartata. I responsabili di questo omicidio furono Charlat, le Grand Nicolas, Grison e Petite Momi. La testa mozzata della principessa venne issata su una picca e portata dal Grand Nicolas in corteo; alla rue Saint Antoine, in seguito, la testa mozza venne scaraventata su un tavolo di un parrucchiere per essere lavata, pettinata e incipriata in modo da farla riconoscere intenzionalmente, poiché la folla si stava dirigendo verso il Tempio, la prigione che ospitava i reali. Qui, la famosa Madame Tussaud, ancora giovane apprendista, fece il calco in cera del suo viso come maschera mortuaria, sparita negli anni successivi da un museo londinese.

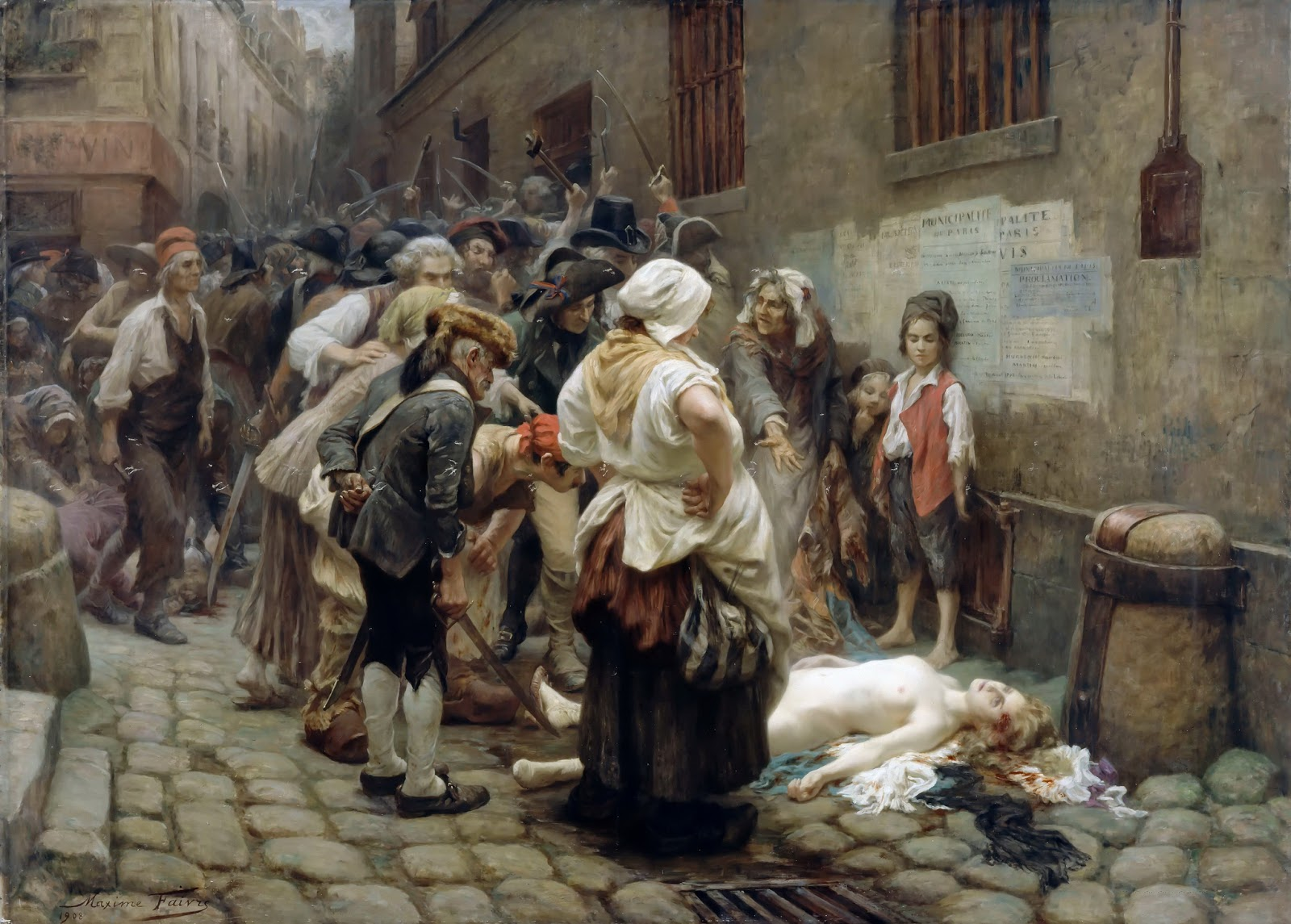
Léon-Maxime Faivre, La morte della principessa di Lamballe, 1908

La testa sopra il palo riprese lentamente il suo cammino uscita dalla bottega, seguito dal suo corpo nudo trascinato sopra il selciato per le gambe, arrivando sotto le finestre della torre del Tempio verso le 15, dove era detenuta Maria Antonietta con la famiglia. La regina fu invitata a gran voce ad affacciarsi per dare l'ultimo saluto alla sua amica del cuore; ella però non vide mai la testa e, appena apprese da una guardia di che cosa si trattasse, cadde svenuta. La figlia Maria Teresa scrisse più avanti: «Fu la prima volta che vidi perdere il controllo a mia madre».
I resti della donna furonno seppelliti nel cimitero dei Trovatelli (ora scomparso).

## Nella cultura di massa

### Letteratura
- Lo scrittore italiano Vittorio Alfieri, fuggito da Parigi dopo le stragi del 10 agosto, dedicò alla Lamballe due strofe del Sonetto XII della sua opera controrivoluzionaria Il Misogallo.[5]
- Lo scrittore francese Michel Houellebecq nel suo "Annientare" nelle pagine 700 e 701 parla della terribile morte della Lamballe.

### Filmografia
- Maria Antoinetta (Marie Antoinette), film del 1938 di W. S. Van Dyke, ove la principessa di Lamballe è interpretata da Anita Louise;
- La collana della regina (L'Affaire du collier de la reine), film del 1946 di Marcel L'Herbier, con la principessa di Lamballe interpretata da Florence Lynn;
- Marie-Antoinette, miniserie televisiva del 1975 con la principessa di Lamballe interpretata da Anne Le Fol;
- Maria Antonietta, regina di un solo amore (dove "il solo amore" è inteso per i propri figli), film TV del 1989, con la principessa di Lamballe interpretata da Lea Gabrielle;
- La rivoluzione francese (La révolution française), miniserie televisiva del 1989 nella quale la principessa di Lamballe è stata interpretata dall'attrice Gabrielle Lazure;
- Marie Antoinette, film del 2006 di Sofia Coppola, ove la principessa di Lamballe è interpretata da Mary Nighy;
- Maria Antonietta (Marie Antoinette), serie televisiva del 2022 di Deborah Davis, ove la principessa di Lamballe è interpretata da Jasmine Blackborow;

## Ascendenza
|                                                      |                             |                                                             | Genitori                                          |  |  | Nonni |  |  | Bisnonni                               |  |  | Trisnonni                             |  |
|                                                      |                             |                                                             |                                                   |  |  |       |  |  | Emanuele Filiberto di Savoia-Carignano |  |  | Tommaso Francesco di Savoia-Carignano |  |
|                                                      |                             |                                                             |                                                   |  |  |       |  |  | Emanuele Filiberto di Savoia-Carignano |  |  | Tommaso Francesco di Savoia-Carignano |  |
|                                                      |                             | Maria di Borbone-Soissons                                   |                                                   |  |  |       |  |  | Emanuele Filiberto di Savoia-Carignano |  |  |                                       |  |
| Vittorio Amedeo I di Savoia-Carignano                |                             |                                                             |                                                   |  |  |       |  |  | Emanuele Filiberto di Savoia-Carignano |  |  |                                       |  |
|                                                      |                             | Maria Angela Caterina d'Este                                | Borso d'Este                                      |  |  |       |  |  |                                        |  |  |                                       |  |
|                                                      |                             | Maria Angela Caterina d'Este                                | Borso d'Este                                      |  |  |       |  |  |                                        |  |  |                                       |  |
|                                                      |                             | Maria Angela Caterina d'Este                                | Ippolita d'Este                                   |  |  |       |  |  |                                        |  |  |                                       |  |
| Luigi Vittorio di Savoia-Carignano                   |                             | Maria Angela Caterina d'Este                                |                                                   |  |  |       |  |  |                                        |  |  |                                       |  |
|                                                      |                             | Vittorio Amedeo II di Savoia                                | Carlo Emanuele II di Savoia                       |  |  |       |  |  |                                        |  |  |                                       |  |
|                                                      |                             | Vittorio Amedeo II di Savoia                                | Carlo Emanuele II di Savoia                       |  |  |       |  |  |                                        |  |  |                                       |  |
|                                                      |                             | Vittorio Amedeo II di Savoia                                | Giovanna Battista di Savoia Nemours               |  |  |       |  |  |                                        |  |  |                                       |  |
| Maria Vittoria Francesca di Savoia                   |                             | Vittorio Amedeo II di Savoia                                |                                                   |  |  |       |  |  |                                        |  |  |                                       |  |
|                                                      |                             | Giovanna Battista d'Albert                                  | …                                                 |  |  |       |  |  |                                        |  |  |                                       |  |
|                                                      |                             | Giovanna Battista d'Albert                                  | …                                                 |  |  |       |  |  |                                        |  |  |                                       |  |
|                                                      |                             | Giovanna Battista d'Albert                                  | …                                                 |  |  |       |  |  |                                        |  |  |                                       |  |
| Maria Teresa Luisa di Savoia                         |                             | Giovanna Battista d'Albert                                  |                                                   |  |  |       |  |  |                                        |  |  |                                       |  |
|                                                      | Guglielmo d'Assia-Rotenburg | Ernesto d'Assia-Rheinfels                                   |                                                   |  |  |       |  |  |                                        |  |  |                                       |  |
|                                                      | Guglielmo d'Assia-Rotenburg | Ernesto d'Assia-Rheinfels                                   |                                                   |  |  |       |  |  |                                        |  |  |                                       |  |
|                                                      | Guglielmo d'Assia-Rotenburg | Maria Eleonora di Solms-Lich                                |                                                   |  |  |       |  |  |                                        |  |  |                                       |  |
| Ernesto Leopoldo d'Assia-Rheinfels-Rotenburg         | Guglielmo d'Assia-Rotenburg |                                                             |                                                   |  |  |       |  |  |                                        |  |  |                                       |  |
|                                                      |                             | Maria Anna di Löwenstein-Wertheim-Rochefort                 | Ferdinando Carlo di Löwenstein-Wertheim-Rochefort |  |  |       |  |  |                                        |  |  |                                       |  |
|                                                      |                             | Maria Anna di Löwenstein-Wertheim-Rochefort                 | Ferdinando Carlo di Löwenstein-Wertheim-Rochefort |  |  |       |  |  |                                        |  |  |                                       |  |
|                                                      |                             | Maria Anna di Löwenstein-Wertheim-Rochefort                 | Maria Polissena di Lichtenberg und Belasi         |  |  |       |  |  |                                        |  |  |                                       |  |
| Cristina Enrichetta d'Assia-Rheinfels-Rotenburg      |                             | Maria Anna di Löwenstein-Wertheim-Rochefort                 |                                                   |  |  |       |  |  |                                        |  |  |                                       |  |
|                                                      |                             | Massimiliano Carlo Alberto di Löwenstein-Wertheim-Rochefort | Ferdinando Carlo di Löwenstein-Wertheim-Rochefort |  |  |       |  |  |                                        |  |  |                                       |  |
|                                                      |                             | Massimiliano Carlo Alberto di Löwenstein-Wertheim-Rochefort | Ferdinando Carlo di Löwenstein-Wertheim-Rochefort |  |  |       |  |  |                                        |  |  |                                       |  |
|                                                      |                             | Massimiliano Carlo Alberto di Löwenstein-Wertheim-Rochefort | Anna Maria di Fürstenberg                         |  |  |       |  |  |                                        |  |  |                                       |  |
| Eleonora Maria Anna di Löwenstein-Wertheim-Rochefort |                             | Massimiliano Carlo Alberto di Löwenstein-Wertheim-Rochefort |                                                   |  |  |       |  |  |                                        |  |  |                                       |  |
|                                                      |                             | Maria Polissena Khuen di Lichtenberg und Belasi             | Mattia Khuen di Lichtenberg und Belasi            |  |  |       |  |  |                                        |  |  |                                       |  |
|                                                      |                             | Maria Polissena Khuen di Lichtenberg und Belasi             | Mattia Khuen di Lichtenberg und Belasi            |  |  |       |  |  |                                        |  |  |                                       |  |
|                                                      |                             | Maria Polissena Khuen di Lichtenberg und Belasi             | Anna Susanna von Meggau                           |  |  |       |  |  |                                        |  |  |                                       |  |
|                                                      |                             | Maria Polissena Khuen di Lichtenberg und Belasi             |                                                   |  |  |       |  |  |                                        |  |  |                                       |  |